# Scopula molaris
Scopula molaris là một loài bướm đêm trong họ Geometridae.